# Acer velutinum
Acer velutinum là một loài thực vật có hoa trong họ Bồ hòn. Loài này được Boiss. mô tả khoa học đầu tiên năm 1846.